# Toro Farnese
El Toro Farnese, també conegut com el Brau Farnese, és una escultura monumental atribuïda als artistes caris Apol·loni de Tral·les i el seu germà Taurisc. La informació sobre els autors ens la proporciona Plini el Vell, segons el qual la peça artística fou encarregada al final del segle ii aC i esculpida en un sol bloc de marbre. Es va dur de  Rodes, com a part de la increïble col·lecció artística de Gai Asini Pol·lió, polític romà de l'època d'August. Se la considera l'escultura d'una sola peça més gran de totes les que han pervingut fins a nosaltres de l'antiguitat.
Aquest grup escultòric colossal representa el mite de Dirce, esposa de Licos, rei de Tebes. Segons la llegenda, Dirce fou lligada a les banyes d'un brau salvatge pels fills d'Antíope, Zetos i Amfíon, que volien castigar-la per la manera com havia maltractat la seva mare, primera esposa del rei.
Es va trobar el 1546 a les Termes de Caracal·la, a Roma, durant les excavacions encarregades pel papa Pau III, de la família Farnese, amb l'esperança de trobar escultures antigues per decorar la seva residència romana, el Palau Farnese. Actualment, junt amb tota la Col·lecció Farnese, es pot contemplar al Museu Arqueològic Nacional de Nàpols.